# García de Noronha

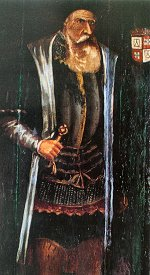
D. Garcia de Noronha, 3º virrey de la India.

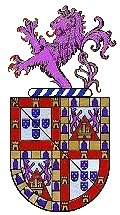
Escudo de armas de la familia Noronha.

García de Noronha en portugués (Lisboa, 1479-Cochín, 3 de abril de 1540), trinieto del rey Fernando I de Portugal, fue nombrado 10º gobernador de la India portuguesa, nominalmente tercer virrey, en 1537, casi al final de su vida.
Fue también capitán mayor, cargo inmediato inferior al de virrey, entonces ejercido por su tío materno Afonso de Albuquerque, con el que participó en las conquistas de Goa, Ormuz y Calicut y cuyo gobierno secundó.

## Biografía
García de Noronha nació en 1479, en Lisboa. Hidalgo de Consejo de Manuel I y de Juan III, señor y alcalde mayor de Cartaxo, mozo hidalgo y luego caballero hidalgo de la Casa Real. Tenía de renta 6500 reales al mes al regresar de la India en 1538, en la nao Espírito Santo, para tomar posesión como virrey. García fue considerado «uno de los mayores hombres de Portugal». Su vida fue tratada por los cronistas João de Barros, Damião de Góis, Fernão Lopes de Castanheda y Brás de Albuquerque, además de ser objeto de referencia en la célebre obra Os Lusíadas, de Luís de Camões.
Sirvió en el Norte de África y partió por vez primera a la India en 1511 como capitán mayor de la armada ese año, compuesta por seis naos. Fue notable su conquista de Benastaram y en la expedición al mar Rojo, así como en las negociaciones con el rey de Calicut.
Fue luego capitán mayor de Ormuz, en cuya conquista participó y cuya fortaleza mandó construir. En 1516 regresó a Portugal donde permaneció por 22 años como consejero del rey Manuel I y señor y alcalde mayor de Cartaxo. Estuvo presente en el casamiento de Manuel I con Leonor y «fue uno de los hidalgos que le besaron la mano». Cuando en 1534 el rey de Marruecos cercó Safi con un ejército de 90 000 hombres, Juan III de Portugal lo nombró capitán mayor de la armada que partió para el norte de África para combatir la amenaza, lo que consiguió obligando al rey de Marruecos a levantar el cerco y quedando además como capitán mayor y gobernador de Safi.

### Gobernador de la India portuguesa
Habiendo sido nombrado 10º gobernador de la India portuguesa, nominalmente 3.er virrey de la India, partió nuevamente para la India en 1538, llevando con él a 114 de los principales hidalgos del reino.
Fechada el 29 de octubre de 1539, García de Noronha envía una interesante carta al secretario de Estado António Carneiro, donde da noticias de Ormuz y Bazaín y comenta sobre el gobierno y la decadencia del Estado de la India, sobre todo por causa de las armadas y las acciones de la hacienda real, concluyendo que, con 44 años de servicio y muy viejo, se veía sin fuerzas para sustentar dicho gobierno. Esta situación empeoró mucho luego de su muerte, sucediéndole en el cargo Estêvão da Gama.
En una carta al rey del 3 de noviembre de 1540, Sebastián Garcez da cuenta de un gran desorden en la India tras la muerte del virrey García de Noronha, fallecido el 3 de abril de 1540 en Cochín, afirmando que, una vez que entró en el gobierno Esteban da Gama ejerció este muchas violencias. García había intentado colocar cierto orden en el uso y abuso de los privilegios en Goa.
García de Noronha estuvo casado con su prima Inés de Castro (1494-1565), hermana de João de Castro, virrey de la India.
| Predecesor: Nuno da Cunha | 10º gobernador de la India portuguesa (3.er virrey de la India) 1537-40 | Sucesor: Estêvão da Gama |